# Provincia de Savannakhet
Savannakhet (en lao: ສະຫວັນນະເຂດ) es una provincia de Laos; el nombre Savannakhet deriva de las palabras Savanh Nakhone, que significa "Ciudad del Paraíso", que es el nombre original de la provincia. Se encuentra localizada al sur del país. 
Colinda con las provincias de Khammouan al norte, Salavan al sur, el país de Vietnam al este, y con Tailandia al oeste. Tiene una superficie de 21.174 km².

## Historia
La provincia fue bombardeada y ocupada por las fuerzas armadas Tai durante la Guerra Franco-Tai. En el 2006, el Puente de la amistad entre Laos y Tailandia en el río Mekong de Savannakhet a Mukdahan, Tailandia fue inaugurado.

## Divisiones administrativas
La provincia está dividida en 14 distritos:
1. Atsaphangthong (13-03)
2. Atsaphone (13-13)
3. Champhone (13-09)
4. Savannakhet (13-01)
5. Nong (13-06)
6. Outhoomphone (13-02)
7. Phine (13-04)
8. Sepone (13-05)
9. Songkhone (13-08)
10. Thapangthong (13-07)
11. Thaphalanxay (13-15)
12. Vilabuly (13-12)
13. Xaybuly (13-11)
14. Xayphoothong (13-14)
15. Xonbuly (13-10)

- Datos: Q465940
- Multimedia: Savannakhet Province / Q465940